# Broches (orthodontie)
Pour les articles homonymes, voir broche.

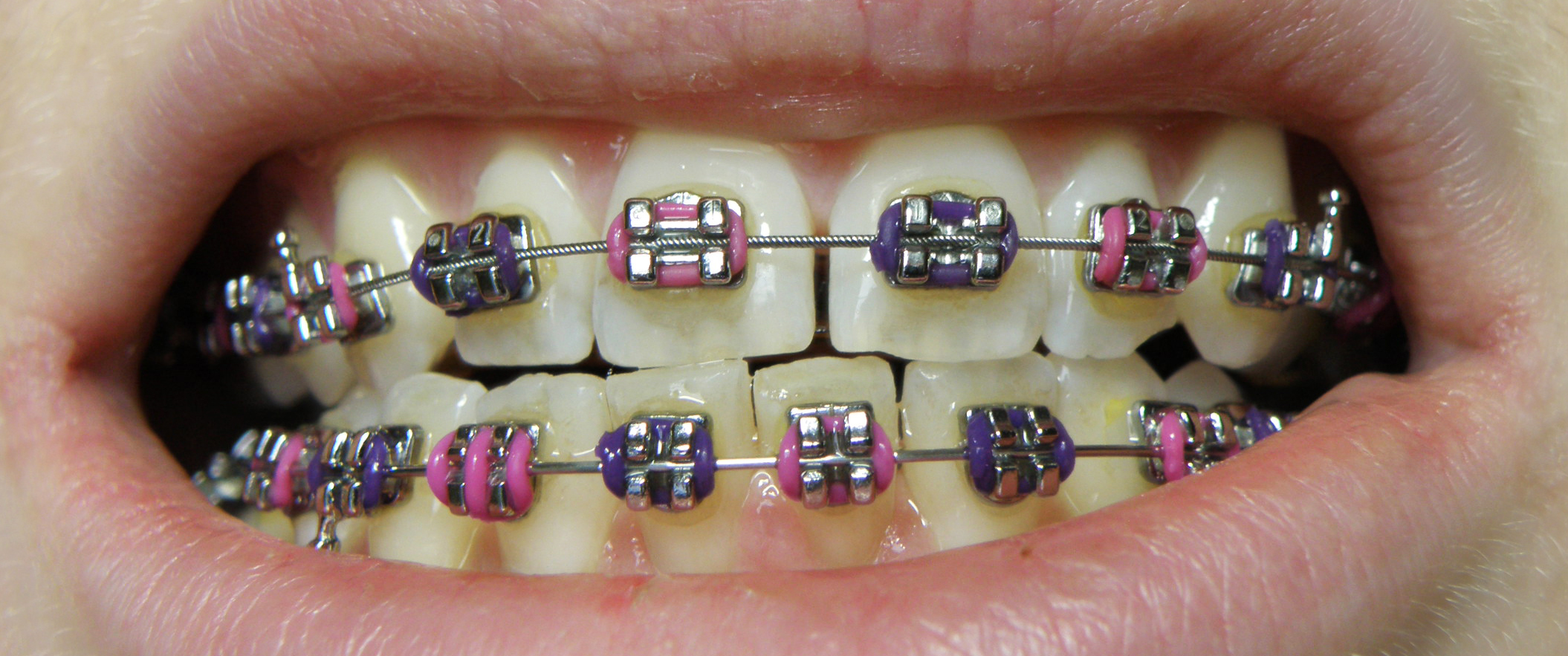
Broches dentaires.

En orthodontie, des broches, ou brackets vestibulaires, sont un dispositif permettant de redresser et aligner la dentition. Elles sont utilisées dans un but esthétique ou pour régler un enjeu de santé, souvent lié à une malocclusion dentaire.
Les broches sont régulièrement utilisées conjointement avec d'autres appareillages fixes, notamment pour aider à élargir le palais ou la mâchoire.

## Fonctionnement

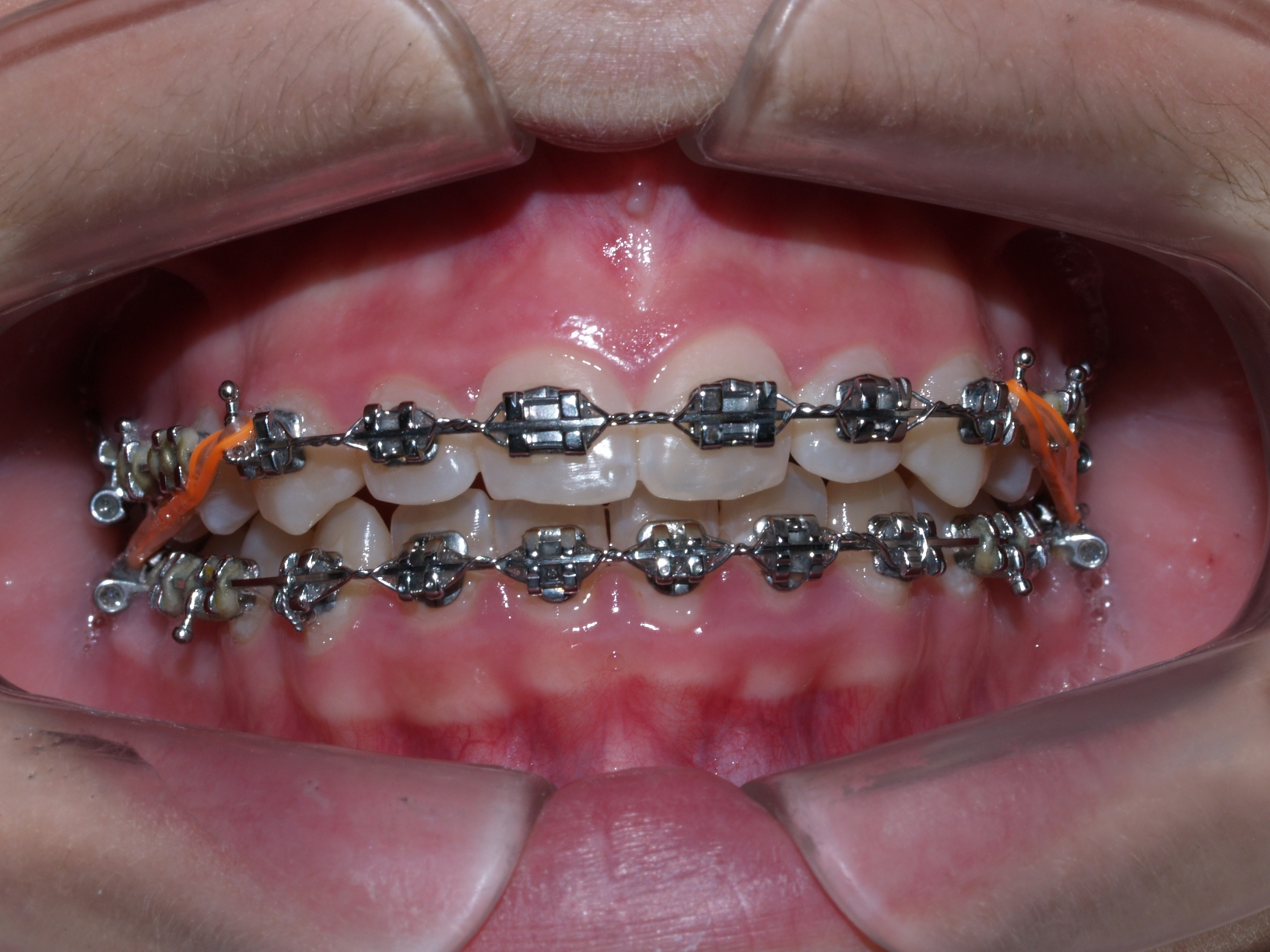
Broches avec élastiques

Les broches sont généralement constituées de fils métalliques apposés sur des supports, avec parfois l'ajout d'élastiques (en). La pression constante exercée par les fils métalliques sur les supports amènent tranquillement le mouvement des dents vers la position désirée. Le processus entraîne une déstabilisation temporaire de la base des dents, mais une reformation des os (en) se produit pour stabiliser les nouvelles positions.

## Types

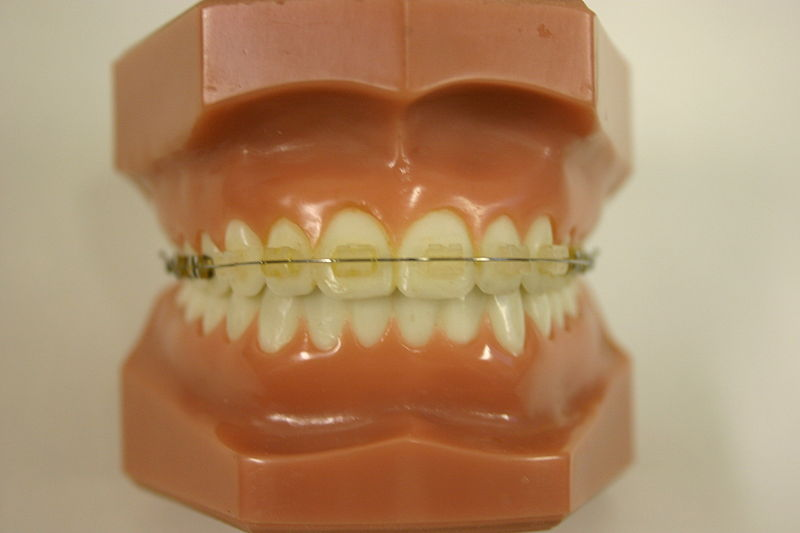
Supports transparents

- Broches métalliques : C'est le type le plus commun. Faites en acier inoxydable, parfois combiné avec du titane.
- Broches métalliques plaquées or : Souvent utilisées chez les patients allergiques au nickel (constituant de l'acier inoxydable).
- Broches linguales (en) : Apposées en arrière des dents, elles sont une alternative cosmétique permettant de dissimuler l'appareillage à autrui.
- Broches en titane : Plus chères que les broches en acier inoxydable, elles sont cependant plus légères pour une résistance égale. Elles sont une alternative pour les patients allergiques au nickel.

## Apposition

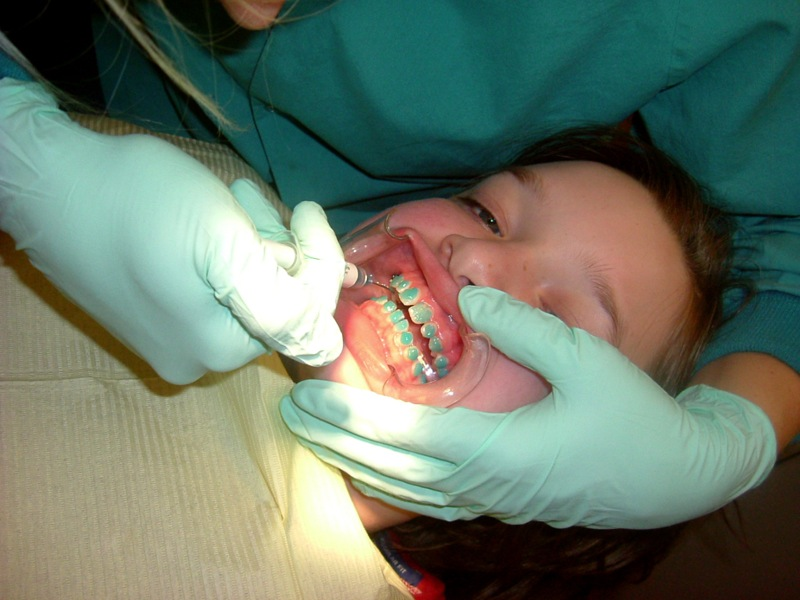
Préparation des dents d'un patient afin d'y appliquer des broches.
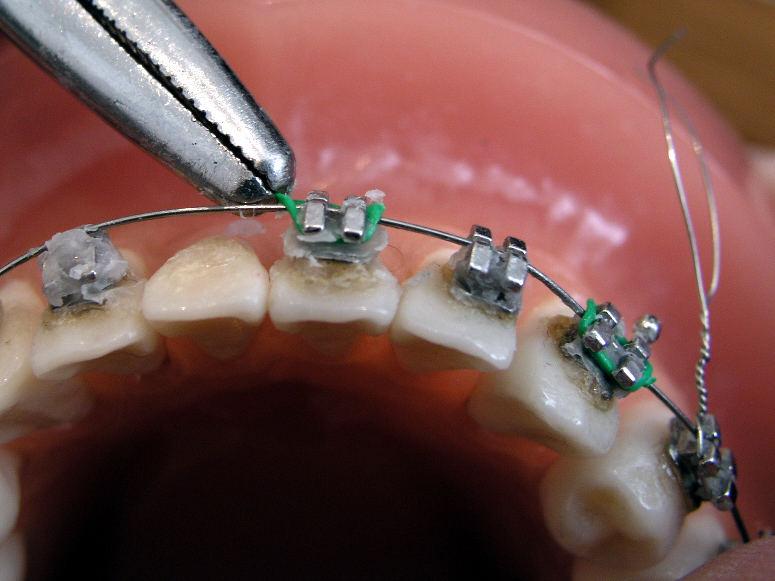
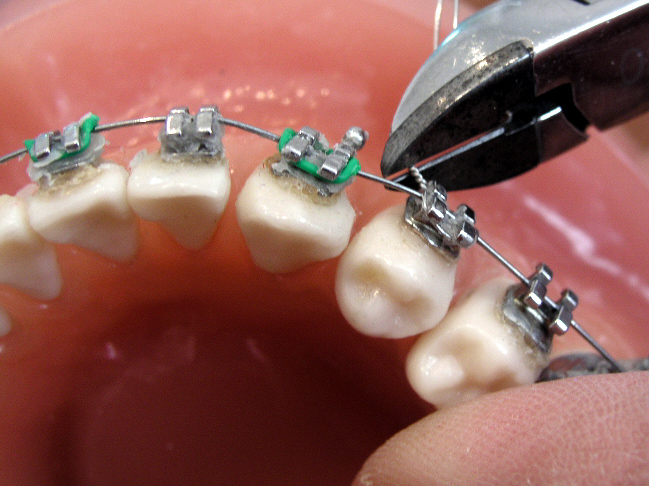
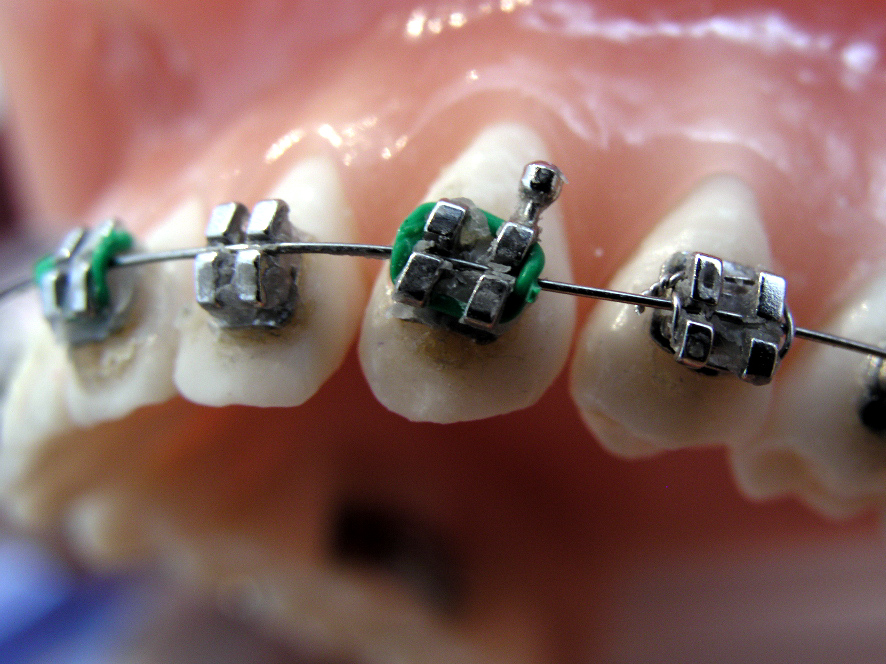
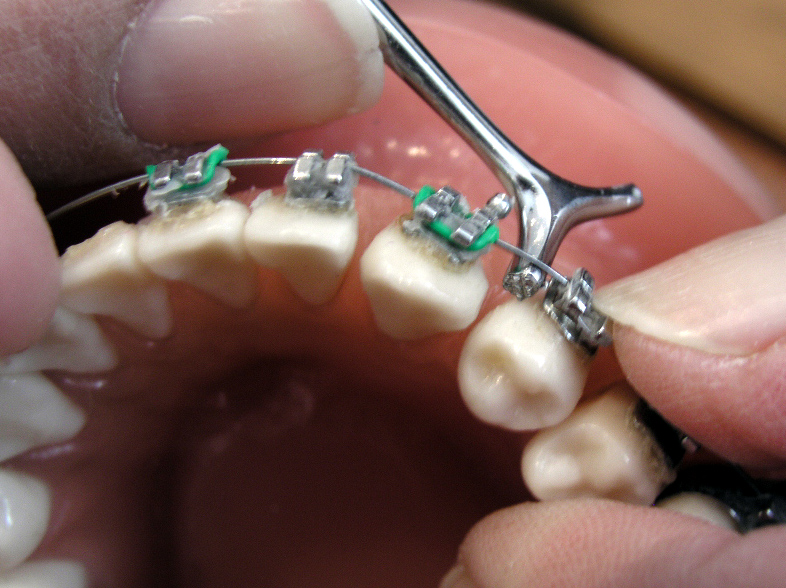

Les appareils orthodontiques sont généralement ajustés toutes les trois à six semaines.  Cela aide à déplacer les dents dans la bonne position.  Lorsqu'ils sont ajustés, l'orthodontiste retire les ligatures colorées ou métalliques maintenant l'arc en place.  L'arc est ensuite retiré et peut être remplacé ou modifié.  Lorsque l'arc a été remis en bouche, le patient peut choisir une couleur pour les nouvelles ligatures élastiques, qui sont ensuite apposées sur les broches métalliques.  Le processus d'ajustement peut causer un certain inconfort au patient, ce qui est normal.

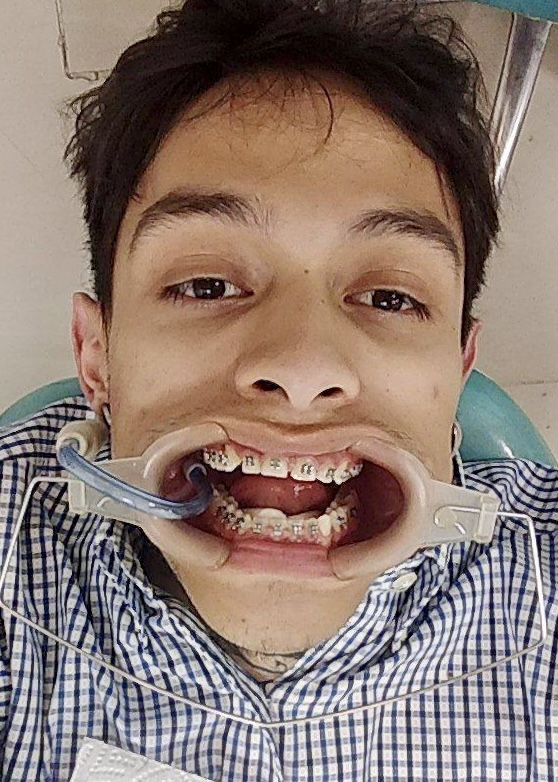
Jeune homme colombien lors d'un contrôle de routine

## Post-traitement

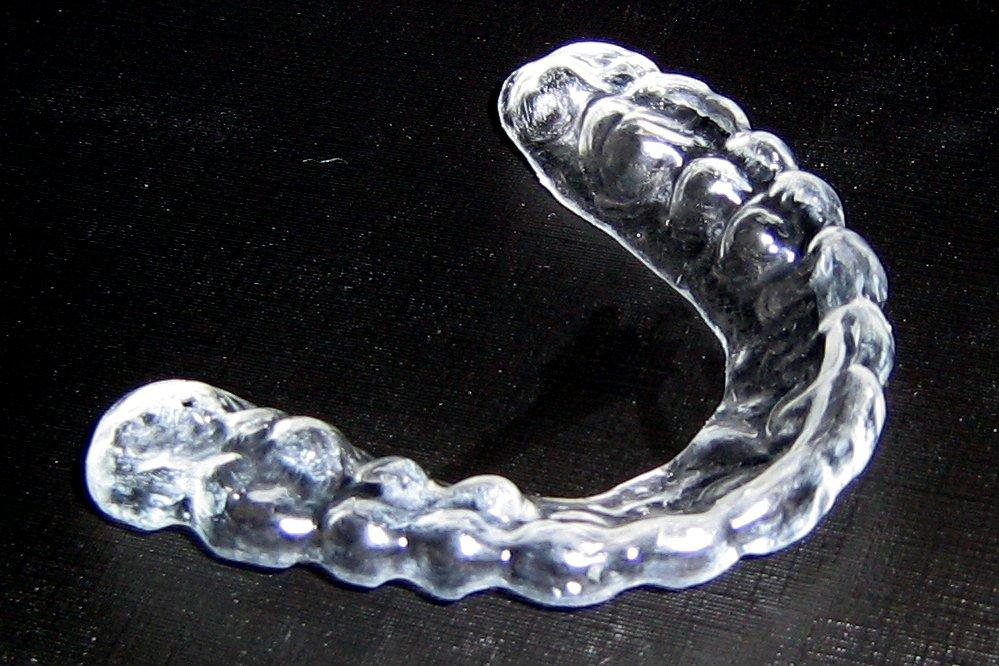
Protège-dents

Les patients peuvent nécessiter certains traitements après la pose de broches, tels la fibrerotomie (en). Une fois les broches enlevées, le port d'un protège-dents pendant une certaine durée peut également être nécessaire pour éviter un redéplacement des dents

## Complications et risques
Les patients ressentent régulièrement une certaine douleur temporaire à la suite de la pose de broches,.